# Klaus Jung (Sportmediziner)
Klaus Sepp Dieter Jung (* 13. März 1942 in Speyer; † 10. Mai 2018 in Heidelberg) war ein deutscher Arzt und seit 2007 emeritierter Professor für Sportmedizin an der Universität Mainz. Als Leiter der Abteilung für Sportmedizin der Universität Mainz befasste er sich mit den Themengebieten Sportmedizin und -ernährung, Sauerstofftherapien und Wein als Medizin.

## Leben
Nach dem Abitur 1961 studierte Jung an den Universitäten in Freiburg, Berlin, Wien und Hamburg, wo er 1967 mit einem kardiologischen Thema zum Dr. med. promoviert wurde. Bevor Jung 1977 im Fach Sportmedizin in Münster habilitierte und die Venia legendi  erhielt, leistete er 1969 den Bundeswehrdienst als Arzt im Flugmedizinischen Institut der Luftwaffe in Fürstenfeldbruck ab, durchlief die Facharztausbildung Innere Medizin in Hamburg und war am Sportmedizinischen Institut der Universität Münster tätig.
Während einer einjährigen Tätigkeit an der Timmendorfer Curschmannklinik konnte er in Israel erworbenes Wissen über die Rehabilitation von Herzinfarktpatienten anwenden und gründete dort seine erste Herzsportgruppe im Jahr 1972. Im Jahr 1980 wurde er Lauftreffwart des Deutschen Leichtathletikverbandes und Vorsitzender des Wissenschaftlichen Beirats des Verbandes der langlaufenden Ärzte. 1081 unternahm er einen Deutschlandlauf, bei dem er 1100 Kilometer in 20 Tagen zurücklegte. 1982 wurde Jung Professor für Sportmedizin und übernahm die Leitung der Abteilung Sportmedizin der Johannes-Gutenberg-Universität in Mainz, welche 1997 in „Abteilung für Sportmedizin, Rehabilitation und Prävention“ umbenannt wurde und deren Leitung er bis zu seiner Emeritierung innehatte. Jung entwickelte den Studienschwerpunkt „Prävention und Rehabilitation“ und bildete etwa 400 Studenten aus.
Im Bereich Forschung lag der Fokus auf den Themen Langstreckenlauf, Ernährung, Sauerstofftherapie, Prävention und Rehabilitation sowie Wein und Gesundheit. Nach Erwerb der Zusatzqualifikation zum Arzt für Naturheilverfahren übernahm Jung Aufgaben der Aus- und Fortbildung von Ärzten für den Zentralverband der Ärzte für Naturheilverfahren in Freudenstadt und Baden-Baden.
Neben dieser hauptberuflichen Tätigkeit war Jung Vorstandsmitglied der Deutschen Weinakademie in Mainz, war Vorstandsmitglied der  Internationalen Prävention Organisation und Gründungsmitglied des Forums für Wein und Gesundheit. Jung hat zahlreiche Vorträge gehalten, 600 Artikel veröffentlicht und über 100 Bücher und Buchbeiträge geschrieben. Die meisten seiner Arbeiten beschäftigen sich mit Themen aus dem Bereich der Sportmedizin und Ernährung sowie Ausdauersport und Sporttherapie. Seit 2006 widmete sich  Jung insbesondere den Naturheilverfahren der Komplementärmedizin im Sinne der Prävention, Rehabilitation und Therapie von chronischen Erkrankungen und untersuchte vor diesem Hintergrund auch Sauerstofftherapien auf ihre mögliche Anwendung bei Diagnosen wie Burnout-Syndrom, Schlafstörungen, COPD und Störungen des Energiestoffwechsels. Sein Schwergewicht lag dabei auf der sogenannten Spirovitaltherapie als ganzheitliche Therapie- und Präventionsmethode. Jung war Herausgeber und Chefredakteur der Zeitschriften Sport und Medizin und Arzt und Sport.
Klaus Jung war seit 1969 verheiratet, hatte drei Kinder und lebte seit seiner Emeritierung im Landkreis Südliche Weinstraße.

## Schriften
- Erfolge kurklinischer und ambulanter Rehabilitation nach  Herzinfarkt. Schwarzeck-Verlag, München 1980
- Phänomen 100-km-Lauf. Schwarzeck-Verlag, München 1981.
- Sportliches Langlaufen – Der erfolgreiche Weg zur Gesundheit. 1984.
- Sport und Ernährung – Leistungssteigerung durch Alternativernährung. 1984.
- mit I. Mönnich: Brutalisierungserscheinungen im Sport. 1984.
- Das zweite Leben. Gesundheit, Sport, Ernährung nach dem Herzinfarkt. Meyer & Meyer-Verlag, Aachen 1985
- Deutschlandlauf 1987 – 1000 Kilometer von der Ostsee zu den Alpen. Fakten – Impressionen – Analysen. Innovations-Verlags-Gesellschaft, Seeheim-Jugenheim 1991
- Bewegungstherapie – Prinzipien therapeutischen Sports. Hippokrates-Verlag, Stuttgart 1992
- Wein – Genuss und Gesundheit. Eine Darstellung aus ärztlicher Sicht. Woschek-Verlag, Mainz 1996
- Effective strategies for stress management in everyday life. in WARBURTON, D.M., N. SHERWOOD (Hrsg.):´Pleasure and quality of life`, Wiley & Sons, New York/Toronto/Singapore 1996
- mit W. Bernhard: Sportanthropologie. Fragestellungen, Methoden und Ergebnisse am Beispiel der Laufdisziplinen und des alpinen Skirennsports. Fischer-Verlag, Stuttgart 1998
- Science of Enjoyment and pleasure products – contribution to quality of life. Kyoto 2000
- (Hrsg.): Sport für gesunde Atmung. Vorsorge und Rehabilitation im Lungensport. Band 3, Mainzer Sportmedizinische Schriftenreihe, Schors-Verlag, Niederhausen 2001